# National City (Californie)
Pour les articles homonymes, voir National City.
National City est une municipalité du comté de San Diego, en Californie, aux États-Unis. Sa population s’élevait à 58 582 habitants lors du recensement de 2010, estimée à 61 431 habitants en 2018.

## Démographie
| 1880 | 1890  | 1900  | 1910  | 1920  | 1930  |
| ---- | ----- | ----- | ----- | ----- | ----- |
| 248  | 1 353 | 1 086 | 1 733 | 3 116 | 7 301 |

| 1940   | 1950   | 1960   | 1970   | 1980   | 1990   |
| ------ | ------ | ------ | ------ | ------ | ------ |
| 10 344 | 21 199 | 32 771 | 43 184 | 48 772 | 54 249 |

| 2000   | 2010   | - | - | - | - |
| ------ | ------ | - | - | - | - |
| 54 260 | 58 582 | - | - | - | - |

## Source
- (en) Cet article est partiellement ou en totalité issu de l’article de Wikipédia en anglais intitulé « National City, California » (voir la liste des auteurs).

1. ↑  (en) « Population and Housing Unit Estimates » (consulté le 18 juillet 2019)
2. ↑  (en) « Census of Population and Housing », Census.gov (consulté le 4 juin 2015)
3. ↑  « Statistiques des États-Unis - Californie - Profils des communautés de 2010 » (consulté en novembre 2020)